# Johannes Gessner

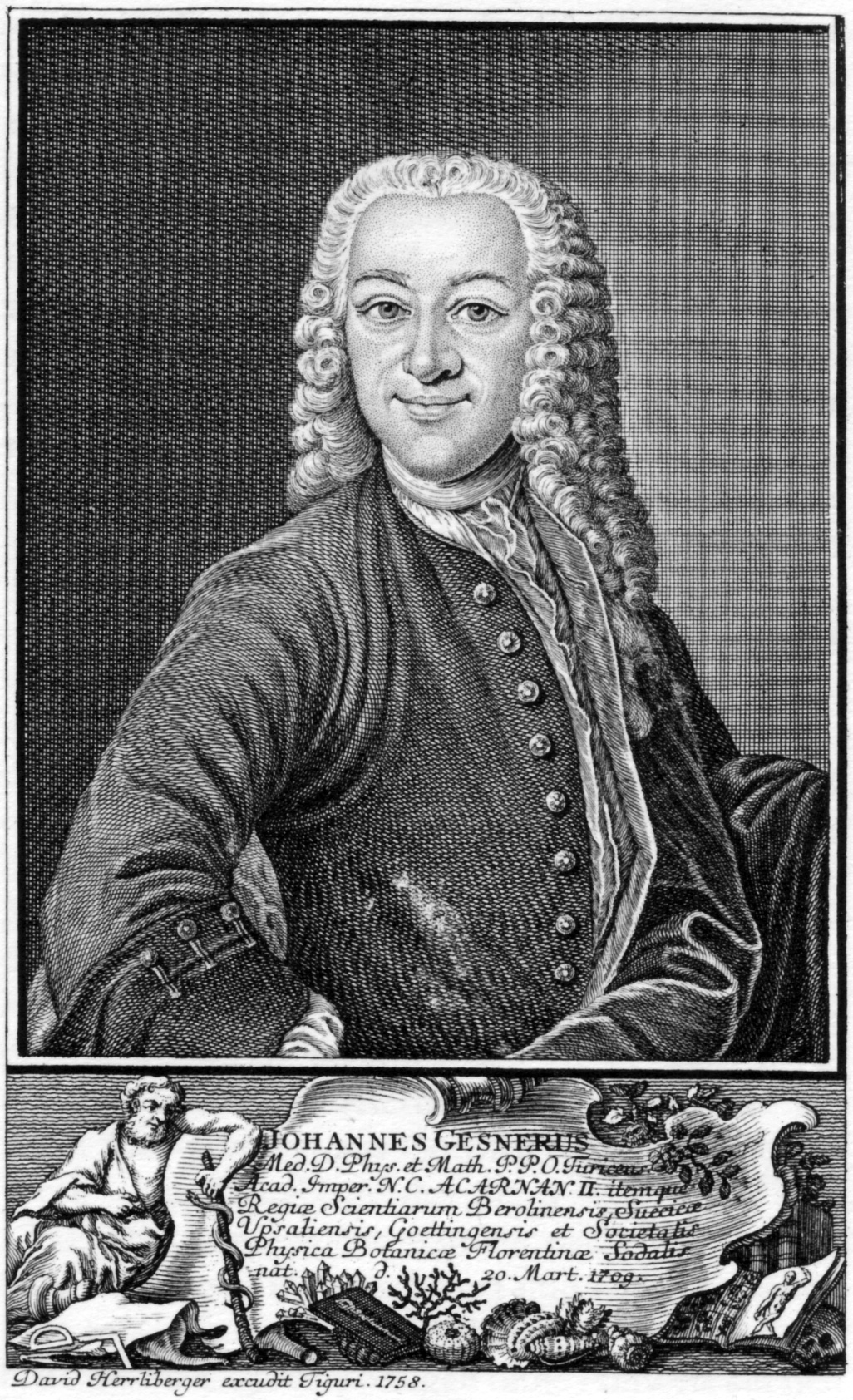
Johannes Gessner

Johannes Gessner (ur. 18 marca 1709 w Zurychu, zm. 6 maja 1790 tamże) – lekarz i przyrodnik szwajcarski. Syn Christopha Gessnera i Esther z domu Maag, członek szwajcarskiego rodu Gessnerów.
Studiował pod kierunkiem wybitnego naturalisty i geologa Johanna J. Scheuchzera, a następnie uzupełniał swe wykształcenie na uniwersytetach w Lejdzie, Paryżu i Bazylei. W 1738 roku ożenił się z Katarzyną Escher. W tym samym roku objął po Scheuchzerze stanowisko w słynnej Carolinum w Zurychu. Utworzył tu ogród botaniczny. Był członkiem Niemieckiej Akademii Przyrodników Leopoldina i Towarzystwa Fizycznego w Zurychu (później przemianowanego na Towarzystwo Historii Naturalnej), a także członkiem korespondentem różnych zagranicznych akademii i towarzystw naukowych, m.in. w Berlinie, Getyndze, St. Petersburgu, Sztokholmie i Uppsali.